# 范稚
范稚（？—？），東晉南阳順陽（今河南省淅川县李官桥镇）人。年輕時去世。曾任專責大將軍部門的官員。其父乃順陽范氏始祖范晷、其兄弟范廣曾任東晉堂邑縣縣令、其子范汪官至安北將軍、徐兗二州刺史。

## 參看
- 順陽范氏